# Инид (Оклахома)
Инид — город в округе Гарфилд, штат Оклахома, США. Население 47 045. Административный центр округа Гарфилд.

## География
Город расположен на северо-западе Оклахомы, в восточной части Великих Равнин, в 113 километрах к северу от Оклахома-Сити. Площадь города составляет 191,8 км², из которых 191,6 км² суша и 0,2 км² вода.

## Демография
По данным переписи в 2000 году насчитывалось 47 045 человек, 18 955 домохозяйств и 12 567 семей, проживающих в городе. Плотность населения составляла 245,6 человек на квадратный километр. Расовый состав: 87,18 % белое население, 3,91 % афроамериканцы, 2,12 % коренные американцы, 1,00 % азиаты, 0,58 % гавайцы, 2,36 % прочие расы и 2,84 % смешанные расы.
Распределение населения по возрасту: 24,8 % составляют люди до 18 лет, 9,6 % от 18 до 24 лет, 27,7 % от 25 до 44 лет, 21,5 % от 45 до 64 лет и 16,4 %, в возрасте 65 лет и старше. Средний возраст составляет 37 года. На каждые 100 женщин приходится 93,1 мужчин. На каждые 100 женщин в возрасте 18 лет и старше насчитывалось 89,3 мужчин.
Среднегодовой доход на домашнее хозяйство в городе составляет $ 32 227, а средний доход на семью составляет $ 39 113. Мужчины имеют средний доход $ 29 841, тогда как женщинs $ 20 865. Доход на душу населения по городу составляет $ 17 471. Около 14,8 % семей и 11,1 % населения находятся ниже черты бедности, в том числе 21,1 % из них моложе 18 лет и 10,8 % в возрасте 65 лет и старше.